# Стара Въртокопска гара
Старата Въртокопска гара (на гръцки: Παλιός σιδηροδρομικός σταθμός Σκύδρας) е гарова сграда в македонския град в Въртокоп (Скидра), Гърция, паметник на културата.

## Описание
Сградата е построена в 1916 година по време на Първата световна война след решение на френския щаб в Солун от съглашенските войски, за да обслужва така нареченото Влакче на Караджова - дековилка с ширина на междурелсието 0,60 m за снабдяване на войските на Антантата на Солунския фронт. При Въртокоп дековилката се свързва с нормалната железопътна линия Солун – Битоля, функционираща от 1894 година. През май 1918 година гарата е бомбардирана от немски самолети.
Сградата е обявена за паметник на културата в 1992 година като една от малкото запазени дековилни гари в Гърция.